# Энгимеа, Лайонел
Лайонел Энгимеа (англ. Lionel Rouwen Aingimea; род. 2 сентября 1965) — науруанский адвокат и политический деятель. Президент Науру с 27 августа 2019 по 29 сентября 2022 года.

## Биография
Лайонел Энгимеа изучал юриспруденцию в Австралии. Став юристом, работал в неправительственной организации «Региональная группа по правам человека», которая продвигает принципы прав человека и надлежащего управления в регионах Океании.
На выборах 2013 года баллотируется в парламент по избирательному округу Менег, но не получает места. В дальнейшем становится старшим должностным лицом в министерстве юстиции в новом правительстве президента Вака. В 2015 году Лайонел Энгимеа участвует в принятии решения о запрете доступа жителей Науру к Facebook и другим веб-сайтам.
На парламентских выборах в 2016 года Лайонел Энгимеа прошёл в парламент и присоединяется к парламентскому большинству. В правительстве занимал должность помощника министра юстиции и иммиграции.

## Президентство
В августе 2019 года переизбирался в парламент. 27 августа 2019 года на заседании парламента страны Лайонел Энгимеа выступает с критикой Дэвида Аданга и избирается новым президентом страны 12 голосами против 6 за Аданга.
На следующий день было утверждено новое правительство Науру. Сам Энгимеа возглавил министерства: иностранных дел, внешней торговли, внутренних дел, экстренных дел, образования, связи, средств массовой информации, землеустройства, туризма, авиации и мультикультурных вопросов.
Через три года он уверенно выиграл очередные парламентские выборы в своём округе. Для многих стало удивлением, что он решил больше не баллотироваться на пост президента страны.